# Benjamin Raich
Benjamin Raich (n. 28 februarie 1978, Arzl im Pitztal, Tirol, Austria) este un schior alpin ce a reprezentat Austria, medaliat olimpic. A participat la 4 ediții ale Jocurilor Olimpice (2002, 2006, 2010, 2014) în care a câștigat două medalii de aur și două medalii de bronz.